# Черсегі фюсереш

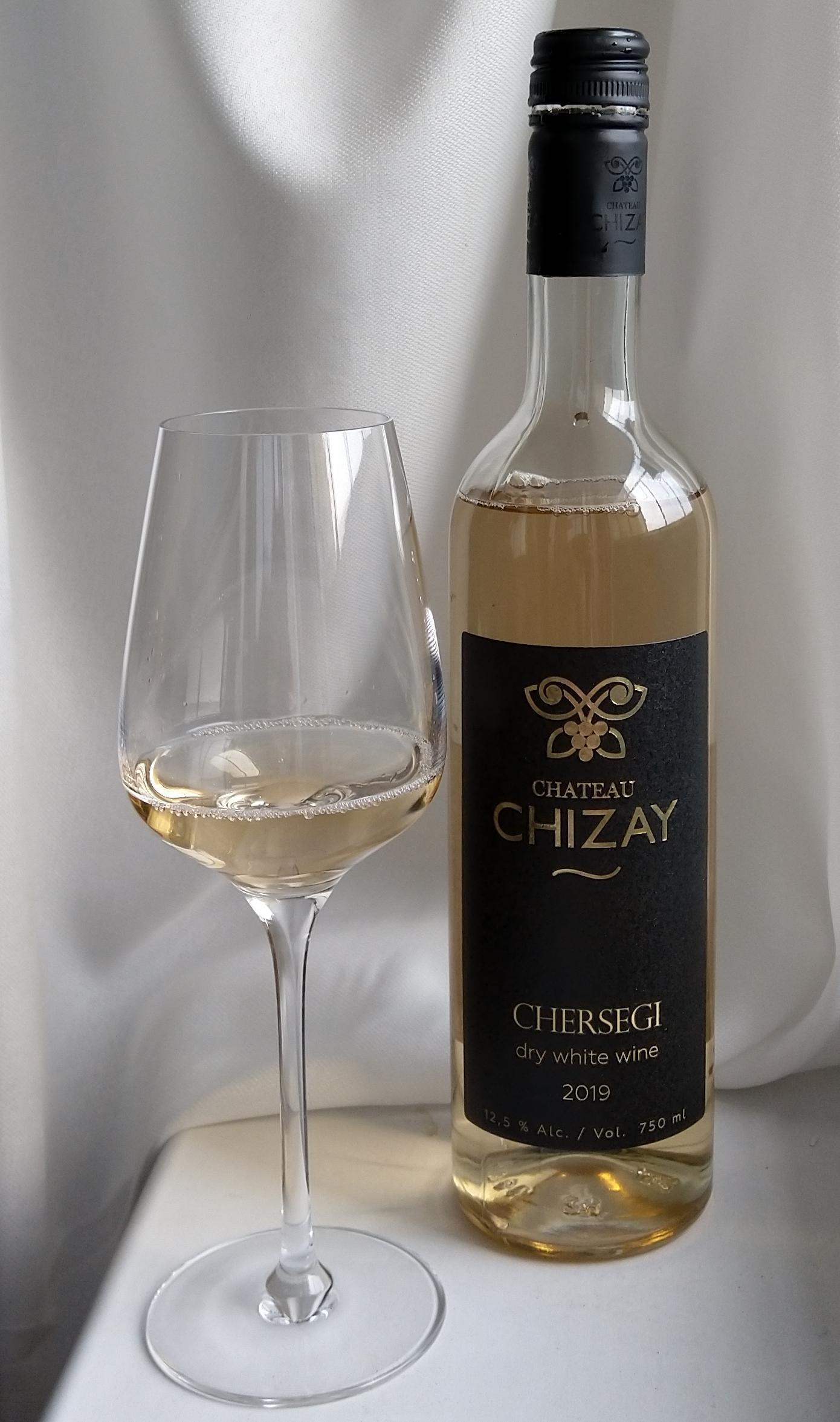
Українське вино з черсегі фюсереш

Черсегі фюсереш (угор. Cserszegi fűszeres) — угорський технічний сорт білого винограду. Перекладається з угорської мови як Черсегі пряний.

## Історія
Виведений в Угорщині в 1960 році селекціонером Карою Баконі, в результаті схрещування сортів Іршаї Олівера і Трамінера Рожевого. Метою селекції було отримання сорту винограду, який мав бути придатним для промислового виноробства, крім того витримував би холодні зими та швидко дозрівав. Він призначався для північної частини країни, де менше сонячного світла, осінь настає швидше, а зими холодніші.

## Розповсюдження
Сорт є автохтонним для Угорщини. Поширення в Угорщині: Чонград, Мечек, Хайош-Бая (угор. Hajós-Baja), Кунсаг, Етек-Буда (угор. Etyek-Buda), Балатонське узгір'я (угор. Balatonfelvidék), Асар-Несмей, Зала. Крім Угорщини вирощується в Україні на Закарпатті (виноробня Чизай).

## Характеристики сорту
Високоврожайний сорт. Кущі помірної сили росту. Гроно середнє з «плечем», вагою 150-180 г і вище. Ягоди невеликі 14x14 мм, округлі, рожевого кольору. За смаком нагадують ягоди сорту Трамінер. Черсегі фюсереш добре накопичує цукор, не нижче 17-20 %, кислотність вище середньої. Сорт стійкий до заморозків, але вразливий до посухи.

## Характеристики вина
З черсегі фюсереш виготовляють сухі сортові та купажні вина. Букет має аромати прянощів, квітів та літніх фруктів. Смак вина яскравий, фруктово-пряний, з гірчинкою, тонами абрикосу та гарною кислотністю.